# César Ibáñez
César Alberto Ibáñez Jiménez (ur. 1 kwietnia 1992 w Guadalajarze) – meksykański piłkarz występujący na pozycji prawego obrońcy.

## Kariera klubowa
Ibáñez pochodzi z Guadalajary i jest wychowankiem akademii juniorskiej tamtejszego zespołu Club Atlas. Do pierwszego zespołu został włączony już jako szesnastolatek po kilku miesiącach występów w trzecioligowych i drugoligowych rezerwach – odpowiednio FC Atlas i Académicos de Tonalá – przez argentyńskiego szkoleniowca Darío Franco. W meksykańskiej Primera División zadebiutował 8 listopada 2008 w wygranym 2:1 spotkaniu z Morelią, natomiast premierowego gola w najwyższej klasie rozgrywkowej strzelił 24 kwietnia 2010 w doliczonym czasie zremisowanej 1:1 konfrontacji z Jaguares. Za sprawą swoich udanych występów w juniorskich reprezentacjach ofertę za niego złożył hiszpański Real Valladolid, jednak została ona odrzucona. Przez swój cały trzyletni pobyt w Atlasie pełnił jednak rolę głębokiego rezerwowego, nie odnosząc również żadnych sukcesów zarówno na arenie krajowej, jak i międzynarodowej, lecz był uznawany za jednego z najbardziej utalentowanych obrońców w kraju.
Latem 2011 Ibáñez został wypożyczony do wyżej notowanego klubu Santos Laguna z siedzibą w Torreón, gdzie już w pierwszym, jesiennym sezonie Apertura 2011 zdobył tytuł wicemistrza kraju. Pół roku później, podczas wiosennych rozgrywek Clausura 2012, wywalczył natomiast z ekipą Benjamína Galindo mistrzostwo Meksyku, będąc jednak przeważnie rezerwowym zawodnikiem. W tym samym roku dotarł także z Santosem Laguna do finału najbardziej prestiżowych rozgrywek Ameryki Północnej – Ligi Mistrzów CONCACAF. Zaraz po tym władze zespołu zdecydowały się wykupić go na stałe, a niedługo potem wywalczył sobie miejsce w wyjściowym składzie. W 2013 roku po raz drugi z rzędu doszedł do finału północnoamerykańskiej Ligi Mistrzów, lecz jego dobrą passę przerwało pasmo kontuzji. W kwietniu 2014 zawodnik zerwał więzadło krzyżowe, wobec czego musiał pauzować przez kolejne sześć miesięcy, zaś niemal bezpośrednio po rekonwalescencji, w październiku tego samego roku, ponownie doznał urazu więzadeł, co wiązało się tym razem z ośmiomiesięczną przerwą w grze.
Pod nieobecność Ibáñeza zawodnicy Santosu Laguna zdobyli potrójną koronę na krajowym podwórku; w sezonie Apertura 2014 zdobyli puchar Meksyku – Copa MX, w sezonie Clausura 2015 mistrzostwo Meksyku, zaś w tym samym roku krajowy superpuchar – Campeón de Campeones. Na boisko piłkarz powrócił bezpośrednio po ostatnim z wymienionych sukcesów, lecz w styczniu 2016 już po raz trzeci zerwał więzadła krzyżowe.
| Sezon     | Klub          | Kraj   | Rozgrywki | Mecze | Bramki |
| --------- | ------------- | ------ | --------- | ----- | ------ |
| 2008/2009 | Club Atlas    | Meksyk | Liga MX   | 4     | 0      |
| 2009/2010 | Club Atlas    | Meksyk | Liga MX   | 1     | 1      |
| 2010/2011 | Club Atlas    | Meksyk | Liga MX   | 0     | 0      |
| 2011/2012 | Santos Laguna | Meksyk | Liga MX   | 14    | 0      |
| 2012/2013 | Santos Laguna | Meksyk | Liga MX   | 19    | 1      |
| 2013/2014 | Santos Laguna | Meksyk | Liga MX   | 24    | 0      |
| 2014/2015 | Santos Laguna | Meksyk | Liga MX   | 0     | 0      |
| 2015/2016 | Santos Laguna | Meksyk | Liga MX   |       |        |

## Kariera reprezentacyjna
W 2009 roku Ibáñez został powołany przez szkoleniowca José Luisa Gonzáleza Chinę do reprezentacji Meksyku U-17 na Mistrzostwa Ameryki Północnej U-17. Tam wystąpił we wszystkich trzech spotkaniach w wyjściowym składzie, zaś jego zespół, pełniący wówczas rolę gospodarzy, z kompletem zwycięstw ukończył turniej na pierwszym miejscu w grupie; faza pucharowa rozgrywek została odwołana ze względu na wybuch epidemii świńskiej grypy w Meksyku. Kilka miesięcy później wziął udział w Mistrzostwach Świata U-17 w Nigerii, gdzie również miał pewne miejsce w linii defensywy – rozegrał wszystkie cztery mecze (z czego trzy w pierwszej jedenastce), natomiast Meksykanie odpadli z juniorskiego mundialu w 1/8 finału, ulegając po serii rzutów karnych Korei Płd (1:1, 3:5 k).
W 2011 roku Ibáñez znalazł się w ogłoszonym przez Sergio Almaguera składzie reprezentacji Meksyku U-20 na Mistrzostwa Ameryki Północnej U-20. Na gwatemalskich boiskach wystąpił w dwóch z pięciu meczów (w jednym w wyjściowej jedenastce), a jego kadra triumfowała ostatecznie w tych rozgrywkach, pokonując w finale Kostarykę (3:1). W tym samym roku został powołany na Mistrzostwa Świata U-20 w Kolumbii, gdzie pełnił rolę kluczowego piłkarza swojej reprezentacji, rozgrywając wszystkie siedem spotkań w pełnym wymiarze czasowym. Meksykańska kadra okazała się wówczas czarnym koniem turnieju, odpadając z młodzieżowego mundialu dopiero w półfinale po porażce z późniejszym triumfatorem – Brazylią (0:2) i zajęła ostatecznie trzecie miejsce.
W październiku 2011 Ibáñez w barwach reprezentacji Meksyku U-23 prowadzonej przez Luisa Fernando Tenę wziął udział w Igrzyskach Panamerykańskich w Guadalajarze. Tam również miał niepodważalną pozycje w bloku obronnym, notując wszystkie pięć występów od pierwszej do ostatniej, a Meksykanie, będący wówczas gospodarzami, zwyciężyli w rozgrywkach, zdobywając złoty medal na męskim turnieju piłkarskim po pokonaniu w finale Argentyny (1:0). W maju 2012 został natomiast powołany na prestiżowy towarzyski Turniej w Tulonie, podczas którego rozegrał trzy z pięciu meczów (wszystkie jako rezerwowy), wygrywając wraz z kolegami tę imprezę po finałowym zwycięstwie z Turcją (3:0).